# Dragón cerdo

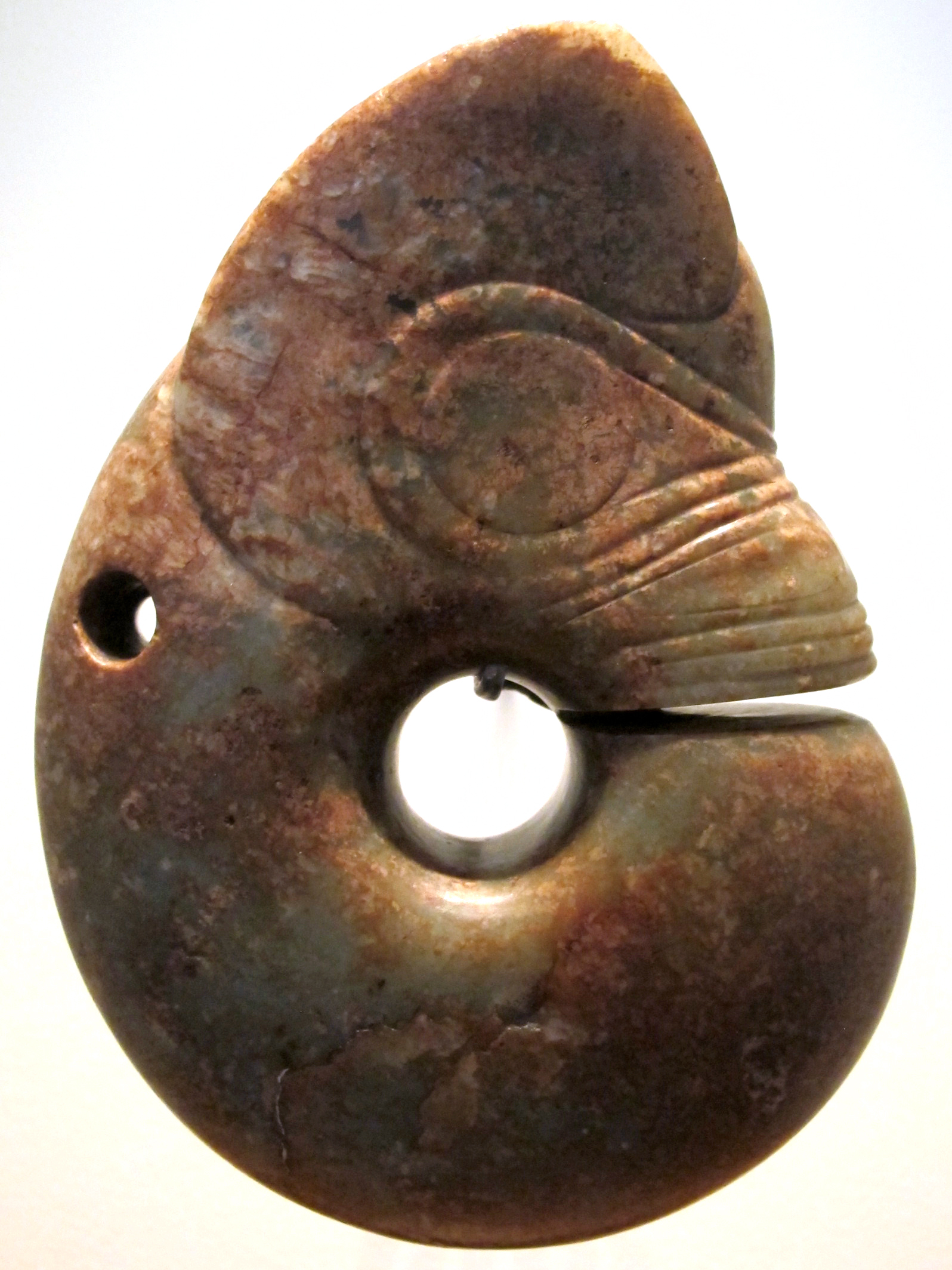
Dragón cerdo.

Un dragón cerdo o zhūlóng (chino simplificado: 玉猪龙; : 玉豬龍) es un tipo de artefacto de jade de la cultura de Hongshan de la China neolítica, que fue la primera en usar esa piedra. Los dragones cerdo son figurillas zoomorfas con cabeza de cerdo y un cuerpo alargado sin extremidades enrollado hacia la cabeza descrito como "sugestivamente fetal". Los dragones cerdo más antiguos son gruesos y rechonchos, mientras los posteriores exhiben cuerpos más esbeltos, como serpientes.
Los dragones cerdo fueron producidos por la cultura de Hongshan y junto con las águilas de jade son típicos de esta cultura (玉鷹), probablemente representaban deidades o espíritus funerarios, pues aparecen a menudo en los ajuares funerarios. El hallazgo de huesos de cerdo en los cementerios Hongshan, sugiriendo que el animal tenía alguna importancia ritual, apoyan esta hipótesis.
Los zhulong de Hongshan se consideran las primeras representaciones del dragón chino. El carácter para "dragón" en la escritura china más temprana tiene una forma enrollada similar, igual que los posteriores amuletos en forma de dragón de jade de la dinastía Shang.